# Воранава
Воранава или Вороново (блр. Воранава; рус. Вороново; пољ. Woronów) насељено је место са административним статусом варошице (городской посёлок) у западном делу Републике Белорусије. Административно припада Воранавском рејону (чији је административни центар) Гродњенске области.
Према подацима из 2010. у вароши је живело 6.300 становника.

## Географија
Варошица се налази на око 30 км северније од града Лиде и на око 13 км јужније од границе са Литванијом и граничног прелаза Бењакони. Од административног центра рејона града Гродна удаљен је 133 км северозападно.

## Историја
Насеље се у писаним изворима први пут помиње 1536. под називом Балотноја, као део Велике Кнежевине Литваније.
Године 1795. постаје делом Руске Империје, и у саставу руске државе остаје све до 1921. када постаје делом Пољске. Делом Белорусије је од 1939. (тада Белоруска ССР). Статус рејонског центра и административни статус вароши носи од 1940. године.

## Демографија
Према статистичким подацима из 2010. у вароши је живело 6.300 становника, а већину популације (преко 80%) чинили су Пољаци и свега 10,5% Белоруси.